# David Guramishvili
David Guramishvili foi um poeta georgiano que escreveu as melhores peças da literatura georgiana pré-romântica.